# Врата воинов
Врата воинов (англ. Warriors' Gate) — пятая серия восемнадцатого сезона британского научно-фантастического телесериала «Доктор Кто», состоящая из четырёх эпизодов, которые были показаны в период с 3 по 24 января 1981 года.

## Сюжет
Экипаж ТАРДИС в путешествии между E-пространством и N-пространством (нормальной вселенной) попадают в нулевой промежуток между ними. Там они находят другой попавший в ловушку корабль под управлением командира Рорвика. Корабль перевозит рабов, используя расу тарлов в качестве навигаторов. Но навигатор Бирок сбегает и через ветра времени попадает в ТАРДИС, где предупреждает о вероломстве Рорвика. Ветры также повреждают долговременную память K-9.
Во время исследований Доктор находит гигантские каменные ворота, за которыми находится банкетный зал, зеркало на одной из стен, трупы вокруг стола и обломки роботов вокруг. Один из роботов ещё цел, и Доктор узнаёт, что они, гунданы, были построены рабами для того, чтобы сразить господ.
Рорвик, найдя ТАРДИС и встретив Роману, считает её чувствительной ко времени и отводит к себе на корабль. Адрик и K-9 отправляются на её поиски; Адрик прячется на корабле, а K-9 идёт к Доктору и помогает ему с починкой роботов. Их прерывает Рорвик, но у них на глазах один из починенных роботов проходит через зеркало, а затем это делает и сам Доктор.
Роману освобождает тарл по имени Лазло, они встречают Адрика и догадываются, что корабль сделан из сплава карликовой звезды, которая одна может держать тарлов. Вскоре прибывший K-9 информирует о пространственной нестабильности нулевого пространства. Адрик остаётся на корабле, а Романа вместе с Лазло проходит через ворота и зеркало и встречается с Доктором и Бироком в стабильной вселенной. Последний рассказывает, что они нападали на другие планеты и народы до восстания гунданов. Доктор и Романа проходят в нулевое нулевое пространство где их ловит Рорвик, понимающий, что пространство сжимается. Романе удаётся освободить тарлов, а Рорвик при попытке взорвать зеркала уничтожает себя и свою команду.
После спасения тарлов Романа объявляет, что она останется с ними, и Доктор отдаёт ей K-9. Тарлы в обмен на помощь помогают Доктор и Адрику вернуться в нормальное пространство.

## Трансляции и отзывы
| Эпизод            | Дата показа    | Продолжительность | Телезрители (в миллионах) |
| ----------------- | -------------- | ----------------- | ------------------------- |
| «Часть 1»         | 3 января 1981  | 22:54             | 7,1                       |
| «Часть 2»         | 10 января 1981 | 23:47             | 6,7                       |
| «Часть 3»         | 17 января 1981 | 22:15             | 8,3                       |
| «Часть 4»         | 24 января 1981 | 24:53             | 7,8                       |
| [ 1 ] [ 2 ] [ 3 ] |                |                   |                           |

## Интересные факты
- Серия является последней в так называемой «Трилогии E-пространства», первые две серии которой — «Полный круг» и «Состояние упадка».
- Это последняя серия с участием Лаллы Уорд в роли Романы. Также это последняя из классических серий с K-9. Робот-собака в озвучке Джона Лисона впоследствии появлялся в спин-оффах «К-9 и компания» и «Приключения Сары Джейн», сериях обновлённого сериала «Встреча в школе» и «Конец путешествия» и даже получил свой собственный сериал, хоть и практически не связанный с вселенной Доктора Кто.